# Thảm họa sóng thần (phim)
The Impossible (tiếng Tây Ban Nha: Lo Imposible) là một bộ phim thảm hoạ được sản xuất vào năm 2012, đạo diễn và biên kịch bởi Juan Antonio Bayona và Sergio G. Sanchez. Bộ phim được dựa trên câu chuyện có thật của María Belón và gia đình của cô trong trận động đất tháng 12 năm 2004 ở Ấn Độ Dương. Diễn viên gồm có Naomi Watts, Ewan McGregor và Tom Holland.
Bộ phim nhận được những ý kiến tích cực từ các nhà phê bình, đặc biệt về diễn xuất và chỉ đạo diễn xuất. Watts nhận được các đề cử bao gồm Giải Oscar cho nữ diễn viên chính xuất sắc nhất, Giải BAFTA cho nữ diễn viên chính xuất sắc nhất, Giải Quả cầu vàng cho nữ diễn viên phim chính kịch xuất sắc nhất, Giải SAG cho nữ diễn viên chính xuất sắc nhất và Giải BFCA cho nữ diễn viên chính xuất sắc nhất.

## Nội dung
Henry Bennett (Ewan McGregor) cùng người vợ bác sĩ Maria (Naomi Watts) và ba đứa con trai Lucas (Tom Holland), Tomas (Samuel Joslin), Simon (Oaklee Pendergrast) đi du lịch nhân dịp Giáng sinh 2004 ở Khao Lak, Thái Lan. Cập bến vào hôm trước Giáng sinh, họ chuẩn bị và bắt 
đầu thưởng thức kì nghỉ tại Resort Orchid Beach. Hai hôm sau, trận động đất và sóng thần Ấn Độ Dương 2004 phá huỷ toàn bộ khu vực.
Maria và Lucas cuối cùng cũng ngoi lên được dòng nước xoáy, nhưng Maria bị nhiều vết thương nghiêm trọng. Họ tìm thấy một đứa bé đi chập chững tên Daniel trên một mảnh vỡ. Maria muốn đưa đứa bé đi cùng, cho dù Lucas khăng khăng từ chối. Họ được tìm thấy bởi những người dân địa phương, và đưa họ
tới một bệnh viện. Maria động viên Lucas giúp đỡ những người bị thương khác trong bệnh viện tìm lại người thân của họ. Trong khi cậu bé đi, Maria phải phẫu thuật bởi vết thương ở ngực và bảng thông tin của cô đã bị nhầm lẫn với một bệnh nhân đã chết. Mọi thứ chỉ được khám phá ra khi Lucas không
thể nhận diện được bất kì trang sức nào của người phụ nữ đã chết, rồi thì sau đó cậu được đoàn tụ với mẹ.
Trong khi đó, Henry, Thomas và Simon cũng đã may mắn sống sót sau trận sóng thần, dù Henry bị thương. Hai đứa trẻ thì được đưa lên núi sơ tán dưới sự giám sát của một người phụ nữ, còn Henry ở lại để tìm kiếm Maria và Lucas. Phương tiện liên lạc khan hiếm, nhưng cuối cùng một du khách 
tên Karl (Sönke Möhring), cũng bị mất cả ba người thân, cho Henry mượn điện thoại để liên lạc cho họ hàng, và tình nguyện đi theo Henry để tìm Maria và Lucas.
Họ đi đủ nơi để tìm kiếm trước khi đến một bệnh viện, ở đó Henry thấy người phụ nữ đã đưa Simon và Thomas đi. Chiếc xe chở hai đứa trẻ dừng ngoài bệnh viện. Từ một khoảng cách, Lucas nhận ra bố cậu và trong khi cố gắng đi theo bố, hai đứa em cùng bố nghe Lucas hét lên trong vô vọng. Henry nhận ra Maria cũng đang ở trong bệnh viện đó và gia đình họ được đoàn tụ. Maria đã được phẫu thuật, cô sống sót và ngày hôm sau công ty bảo hiểm của gia đình họ sắp xếp một chuyến bay cứu thương tới Singapore, nhằm giúp Maria có điều kiện chữa trị tốt hơn.

## Diễn viên
- Naomi Watts vai Maria Bennett, một bác sĩ và là người mẹ của gia đình Bennett.
- Ewan McGregor vai Henry Bennett, người bố của gia đình Bennett.
- Tom Holland as Lucas Bennett, cậu con 12 tuổi,[4] sinh năm 1992.
- Samuel Joslin vai Thomas Bennett, cậu con 7 tuổi rưỡi, sinh năm 1997.
- Oaklee Pendergast vai Simon Bennett, cậu con 5 tuổi, sinh năm 1999.
- Marta Etura vai Simone
- Sönke Möhring vai Karl Schweber, một người Đức bị mất người thân ở Khao Lak, giúp Henry tìm lại người thân.
- Geraldine Chaplin vai bà cụ
- Ploy Jindachote vai người giúp đỡ
- Jomjaoi Sae-Limh vai y tá chữ thập đỏ
- Nicola Harrison vai người phụ nữ quản lý Simon và Thomas.

## Sản xuất
Bộ phim đồng sản xuất bởi các doanh nghiệp phim Tây Ban Nha như Apaches Entertainment và Telecinco Cinema. Đoàn làm phim được thuê đa phần từ phim The Orphanage, trong đó có đạo diễn, biên kịch, chỉ đạo sản xuất, quay phim, soạn nhạc và người dựng phim. Phim bấm máy vào ngày 23 tháng 8 năm 2010 tại Alicante, Tây Ban Nha, và tiếp tục cũng trong tháng 10 tại Thái Lan..
Đạo diễn Juan Antonio Bayona quyết định không sử dụng quốc tịch của nhưng nhân vật chính, mục đích để tạo ra một bộ phim mang tính toàn cầu và quốc tịch Tây Ban Nha không phù hợp với kịch bản.
Cơn sóng thần được dựng lại bằng cách kết hợp hiệu ứng kĩ thuật số và tạo sóng cuộn lên trong một cái bể ở Tây Ban Nha, sử dụng mô hình nhà thu nhỏ sau đó phá huỷ chúng bằng cách đổ nước xuống một đường trượt, quay slow-motion. Bayona thừa nhận ông thích làm việc với nước thật hơn so với việc sử dụng kĩ thuật số, vì ông muốn câu chuyện trở nên thật hơn. Điều này cũng đòi hỏi khắt khe việc Watts và Holland phải dành 5 tuần quay phim dưới bể nước lớn, hoàn toàn dùng dùng sức lực và tinh thần của mình để hoàn thành các cảnh quay chứ không hề sử dụng bất kì hiệu ứng màn xanh nào. Cậu bé 16 tuổi Holland mô tả "thiên nhiên thật đáng sợ...bạn có thể tưởng tượng nó mệt mỏi và cực nhọc thế nào."

## Phát hành
Warner Bros. phát hành bộ phim ở Tây Ban Nha ngày 11 tháng 10 năm 2012. Chính sách phân phối ở Hoa Kỳ được mua bản quyền bởi Summit Entertainment. Teaser trailer được tải lên ngày 26 tháng 12 năm 2011. Sau khi bản trailer tiếng Anh chính thức được phát hành ngày 20 tháng 8 năm 2012, Summit Entertainment ấn định ngày công chiếu bộ phim ở Hoa Kỳ vào ngày 21 tháng 12 năm 2012. cùng với cả Bắc Mỹ và chiếu ở Tây Ban Nha ngày 11 tháng 10 năm 2012 bởi Summit Entertainment. Nó được phát hành ở Anh Quốc ngày 1 tháng 1 năm 2013. Bộ phim được upload lên internet cũng bởi Summit qua một trang web xem phim dành cho thành viên của Nghiệp đoàn Diễn viên Màn ảnh để xem xét cho lễ trao giải SAG.
Bản DVD/Blu-ray phát hành ở Bắc Mỹ ngày 23 tháng 4 năm 2013, và ở châu Âu ngày 13 tháng 5 năm 2013.

## Tiếp nhận

### Tiếp nhận từ các nhà phê bình
Bộ phim nhận được các lời tích cực, với nhiều khen ngời cho Watts, McGregor và cậu bé Holland. Chuyên trang đánh giá Rotten Tomatoes có 81% các nhà phê bình cho bộ phim số điểm tích cực, dựa trên 183 bài đánh giá vơi số điểm trung bình 7.3/10. Đánh giá chung "Kịch bản thì không tuyệt vời như chỉ đạo diễn xuất hay là diễn xuất, nhưng lấy một câu chuyện kinh ngạc có thật làm trung tâm, The Impossible luôn luôn có sự hấp dẫn riêng." Trên Metacritic, bộ phim nhận được số điểm 73/100, thang điểm "hoàn toàn ưa thích".
Roger Ebert từ tờ Chicago Sun-Times cho bộ phim 4 sao tuyệt đối, khen ngợi diễn xuất của Watts và McGregor, cũng như chỉ đạo diễn xuất của Bayona. Ông gọi bộ phim "một trong những phim hay nhất năm".
Deborah Young từ tờ The Hollywood Reporter cho bộ phim một đánh giá rất tích cực, khen ngợi diễn xuất của hai diễn viên chính, viết "Watts đã gánh vác một nhiệm vụ to lớn trong việc thể hiện cảm xúc và cảm giác của nhân vật Maria kiên cường, những giọt nước mắt đau đớn cùng sự sợ hãi chưa bao giờ giả tạo hay gượng ép. McGregor, anh đã diễn tả được cảm giác đau khổ của một người bị thất lạc người thân mà không thể quên được, đã giữ được không khí căng thẳng và sắc bén khi nhân vật Henry đi tìm lại gia đình mình trong khung cảnh rộng lớn và điêu tàn." Về bộ phim, cô nói thêm, The Impossible là một trong những bộ phim thảm hoạ được miêu tả với những cảm xúc chân thật nhất mà tôi có thể nhớ - và chắc chắn là một trong những bộ phim đáng sợ nhất trong những bộ phim làm lại về thảm hoạ động đất Ấn Độ Dương 2004.""
Eric Kohn từ IndieWire cho bộ phim số điểm "B-" và đánh giá bộ phim "chịu đựng được một vấn đề to lớn hơn, ở đây là nhấn mạnh được một nội dung tốt trong khung cảnh của sự tàn phá."

### Tiếp nhận từ nạn nhân
Simon Jenkins, một người Anh sống sót sau thảm hoạ đến từ Portsmouth, viết cho tờ The Guardian, nói bộ phim "chính xác một cách hoàn hảo". Điều này để đáp trả lại các nhà phê bình đã nói bộ phim "đóng kịch thái quá" và "da trắng hoá". Anh nói về những lời phê bình, "Như tôi phải nói, tôi chưa bao giờ là kiểu người quay trở lại đó và phân tích những sự kiện của quá khứ, nhưng một vài bài phê bình đã làm tôi thất vọng. Nếu bộ phim này hoàn toàn kể về một "chuyến đi kinh hoàng" của một gia đình trung lưu phương Tây thì tôi đồng ý. Với tôi, đó là điều ngược lại. Hơn là cứ tập trung vào chuyện "du khách da trắng được hưởng đặc quyền", bộ phim đã miêu tả sinh động được tình cảm cộng đồng và sự đoàn kết mà tôi đã trải nghiệm ở Thái, gia đình này đóng vai trò trung tâm. Cả một thanh niên 16 tuổi (hồi đó) là tôi và cả gia đình Belón, đều được giúp đỡ bởi những người Thái - họ đã liều mình đi qua những con nước lớn sau khi cơn sóng thần đầu tiên quét qua - để đi tìm kiếm cứu nạn những cá nhân và gia đình khác. Người Thái họ cũng đã mất tất cả - nhà cửa, công việc, người thân - nhưng họ vẫn giúp đỡ các du khách khác."

### Doanh thu
The Impossible thành công về mặt doanh thu. Ở Tây Ban Nha sau khi công chiếu vào ngày 11 tháng 10 năm 2012, nó được chiếu ở 638 cụm rạp, thu về $11,569,306 trong cuối tuần, đứng thứ #1 với doanh thu trung bình $18,134/cụm rạp, đạt doanh thu mở màn cuối tuần cao nhất ở Tây Ban Nha. Cuối tuần của tuần thứ 2, bộ phim vẫn giữ được vị trí thứ #1 và thu về $9,016,065 và doanh thu trung bình $14,022/cụm rạp. Cuối tuần của tuần thứ 3 bộ phim vẫn trên vị trí #1 và thu về $5,768,184 với trung bình $9,098/cụm rạp. Sau cùng, bộ phim thu về tổng cộng $54,536,668 tại phòng vé Tây Ban Nha và $180,274,123 toàn thế giới, so với kinh phí làm phim chỉ là $45 triệu USD.

## Giải thưởng và đề cử
| Giải thưởng cho The Impossible        | Giải thưởng cho The Impossible                               | Giải thưởng cho The Impossible                     | Giải thưởng cho The Impossible |
| Giải                                  | Hạng mục                                                     | Người nhận                                         | Kết quả                        |
| ------------------------------------- | ------------------------------------------------------------ | -------------------------------------------------- | ------------------------------ |
| Giải Oscar                            | Nữ diễn viên chính xuất sắc nhất                             | Naomi Watts                                        | Đề cử                          |
| Giải AACTA                            | Nữ diễn viên chính xuất sắc nhất                             | Naomi Watts                                        | Đề cử                          |
| Art Directors Guild                   | Best Excellence in Production Design for a Contemporary Film | Eugenio Caballero                                  | Đề cử                          |
| Giải BFCA                             | Nữ diễn viên chính xuất sắc nhất                             | Naomi Watts                                        | Đề cử                          |
| Giải BFCA                             | Diễn viên trẻ xuất sắc nhất                                  | Tom Holland                                        | Đề cử                          |
| Hiệp hội phê bình phim Detroit        | Phim hay nhất                                                | The Impossible                                     | Đề cử                          |
| Hiệp hội phê bình phim Detroit        | Đạo diễn xuất sắc nhất                                       | Juan Antonio Bayona                                | Đề cử                          |
| Hiệp hội phê bình phim Detroit        | Nữ chính xuất sắc nhất                                       | Naomi Watts                                        | Đề cử                          |
| Hiệp hội phê bình phim Detroit        | Nam phụ xuất sắc nhất                                        | Ewan McGregor                                      | Đề cử                          |
| Giải Empire                           | Giải Empire cho diễn viên mới xuất sắc nhất                  | Tom Holland                                        | Đoạt giải                      |
| Giải Empire                           | Giải Empire cho nữ diễn viên chính xuất sắc nhất             | Naomi Watts                                        | Đề cử                          |
| Giải Quả cầu vàng                     | Nữ diễn viên phim chính kịch xuất sắc nhất                   | Naomi Watts                                        | Đề cử                          |
| Giải Goya                             | Phim hay nhất                                                | The Impossible                                     | Đề cử                          |
| Giải Goya                             | Đạo diễn xuất sắc nhất                                       | Juan Antonio Bayona                                | Đoạt giải                      |
| Giải Goya                             | Nữ diễn viên chính xuất sắc nhất                             | Naomi Watts                                        | Đề cử                          |
| Giải Goya                             | Nam diễn viên phụ xuất sắc nhất                              | Ewan McGregor                                      | Đề cử                          |
| Giải Goya                             | Diễn viên mới xuất sắc nhất                                  | Tom Holland                                        | Đề cử                          |
| Giải Goya                             | Kịch bản gốc xuất sắc nhất                                   | Sergio G. Sánchez and María Belón                  | Đề cử                          |
| Giải Goya                             | Quay phim xuất sắc nhất                                      | Óscar Faura                                        | Đề cử                          |
| Giải Goya                             | Dựng phim xuất sắc nhất                                      | Elena Ruiz and Bernat Villaplana                   | Đoạt giải                      |
| Giải Goya                             | Chỉ đạo nghệ thuật xuất sắc nhất                             | Eugenio Caballero                                  | Đề cử                          |
| Giải Goya                             | Giám sát nghệ thuật xuất sắc nhất                            | Sandra Hermida Muñiz                               | Đoạt giải                      |
| Giải Goya                             | Âm thanh hay nhất                                            | Peter Glossop, Marc Orts and Oriol Tarragó         | Đoạt giải                      |
| Giải Goya                             | Hiệu ứng xuất sắc nhất                                       | Pau Costa and Félix Bergés                         | Đoạt giải                      |
| Giải Goya                             | Trang điểm và làm tóc đẹp nhất                               | Alessandro Bertolazzi, David Martí and Montse Ribé | Đề cử                          |
| Giải Goya                             | Nhạc phim hay nhất                                           | Fernando Velázquez                                 | Đề cử                          |
| Uỷ ban Quốc gia về Phê bình Điện ảnh  | Diễn viên đột phá                                            | Tom Holland                                        | Đoạt giải                      |
| Giải Sao Thổ                          | Phim kinh dị hoặc giật gân hay nhất                          | The Impossible                                     | Đề cử                          |
| Giải Sao Thổ                          | Nữ diễn viên chính xuất sắc nhất                             | Naomi Watts                                        | Đề cử                          |
| Giải Sao Thổ                          | Diễn viên trẻ xuất sắc nhất                                  | Tom Holland                                        | Đề cử                          |
| Giải Sao Thổ                          | Hóa trang tốt nhất                                           | David Martin, Montse Ribé and Vasit Suchitta       | Đề cử                          |
| Giải thưởng của Hội Diễn viên Màn ảnh | Nữ diễn viên chính xuất sắc nhất                             | Naomi Watts                                        | Đề cử                          |